# Kẹp định hình tóc bằng nhiệt
Kẹp định hình tóc bằng nhiệt là một công cụ dùng để thay đổi cấu trúc tóc bằng nhiệt. Có ba loại kẹp định hình tóc bằng nhiệt: kẹp uốn tóc dùng để uốn tóc, kẹp duỗi tóc dùng trong việc duỗi tóc và kẹp uốn tóc bồng dùng trong việc uốn tóc làn sóng hay uốn tóc bồng. Một số mẫu kẹp có cơ chế gia nhiệt bằng điện.

## Lịch sử
Năm 1882, Samuella Young bắt đầu sử dụng những viên bi tròn nung nóng để làm thẳng hay tạo kiểu tóc, và, and Adam Frisby (1852-1936) được ghi nhận là người sáng chế ra kẹp uốn tóc vào năm in 1890. Phụ nữ trong thập niên 1960 thường dùng các bàn là quần áo để duỗi thẳng những nếp quăn trên tóc trước khi kẹp duỗi tóc xuất hiện. Simon Monroe là người sáng chế ra dụng cụ duỗi tóc dạng một chiếc lược chải tóc có 9 răng, trong khi năm 1909 Isaac K. Shero phát minh ra một dụng cụ khác gồm 2 mặt là nung nóng dùng để ép phẳng tóc. Tuy nhiên, công lao của việc phát triển kẹp duỗi tóc hiện đại được ghi nhận là của một nhà tạo mẫu tóc Scotland, Quý bà Jennifer Bell Schofield. Schofield là người kết hợp và cải tiến các thiết kế tiền nhiệm thành một dụng cụ gồm hai mặt là nối với nhau bằng bản lề, dạng hình như chiếc kẹp. Thiết kế này ra đời vào năm 1912.
Ít năm sau, Sharrell phát minh ra những công cụ chăm sóc tóc như lược nhiệt. Dụng cụ này dễ dàng lướt qua những sợi tóc, khiến tóc đỡ bị tổn thương và hiệu quả hơn so với các công cụ trước đó. Cuối cùng, kẹp duỗi tóc bằng nhiệt và lưỡi kẹp phủ gốm được áp dụng, giúp cho việc điều chỉnh diện tích ủi tóc và độ nóng.

## Phân loại

### Kẹp uốn tóc

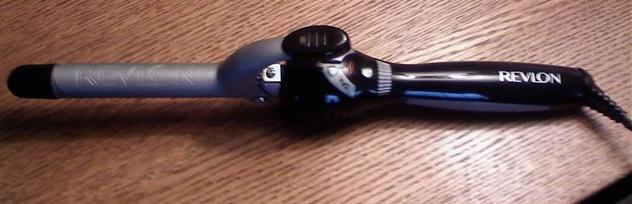
Một chiếc kẹp uốn tóc bằng điện.

Kẹp uốn tóc như cái tên của nó có chức năng tạo ra những nếp uốn lượn hay dợn sóng trên tóc. Có nhiều loại kẹp uốn tóc hiện đại với kích cỡ, vật liệu, hình dạng và kiểu tay cầm khác nhau. Đường kính "lưỡi kẹp" có thể dao động từ khoảng ,5 inch (1,3 cm) đến 2 inch (5,1 cm). Các kẹp có đường kính nhỏ thường được dùng để tạo các đường xoắn ốc, còn các kẹp có đường kính lớn hơn được dùng để tạo dáng và bề dày cho kiểu tóc.
Vật liệu tạo nên kẹp uốn tóc thường là nhựa không dính Teflon, gốm, tourmaline, kim loại hay titan, đương nhiên mỗi loại vật liệu đều có ưu nhược điểm riêng. Hình dạng của phần lưỡi kẹp thường có dạng hình trụ, hình nón hoặc hình nón ngược; đồng thời kẹp uốn tóc cũng có thể gắn thêm các bàn chải hoặc có gắn 2-3 lưỡi kẹp trên một chiếc kẹp.
Tay cầm của kẹp cũng có thể thuộc dạng tay cầm gắn lò xo, dạng Marcel hoặc dạng tay cầm của kẹp "không có kẹp". có thể kẹp không có tay cầm. Loại tay cầm gắn lò xo là thông dụng nhất, nó sử dụng một lò xo để khóa lưỡi của kẹp. Loại tay cầm Marcel - đặt theo tên của Marcel Grateau. Loại kẹp "không có kẹp" không có lưỡi gồm hai phần để kẹp giữ tóc, mà người sử dụng chỉ quấn tóc vòng quanh phần lưỡi của nó. Vì vậy người dùng thường mang một bao tay làm bằng Kevlar để tránh phỏng.

### Kẹp duỗi tóc

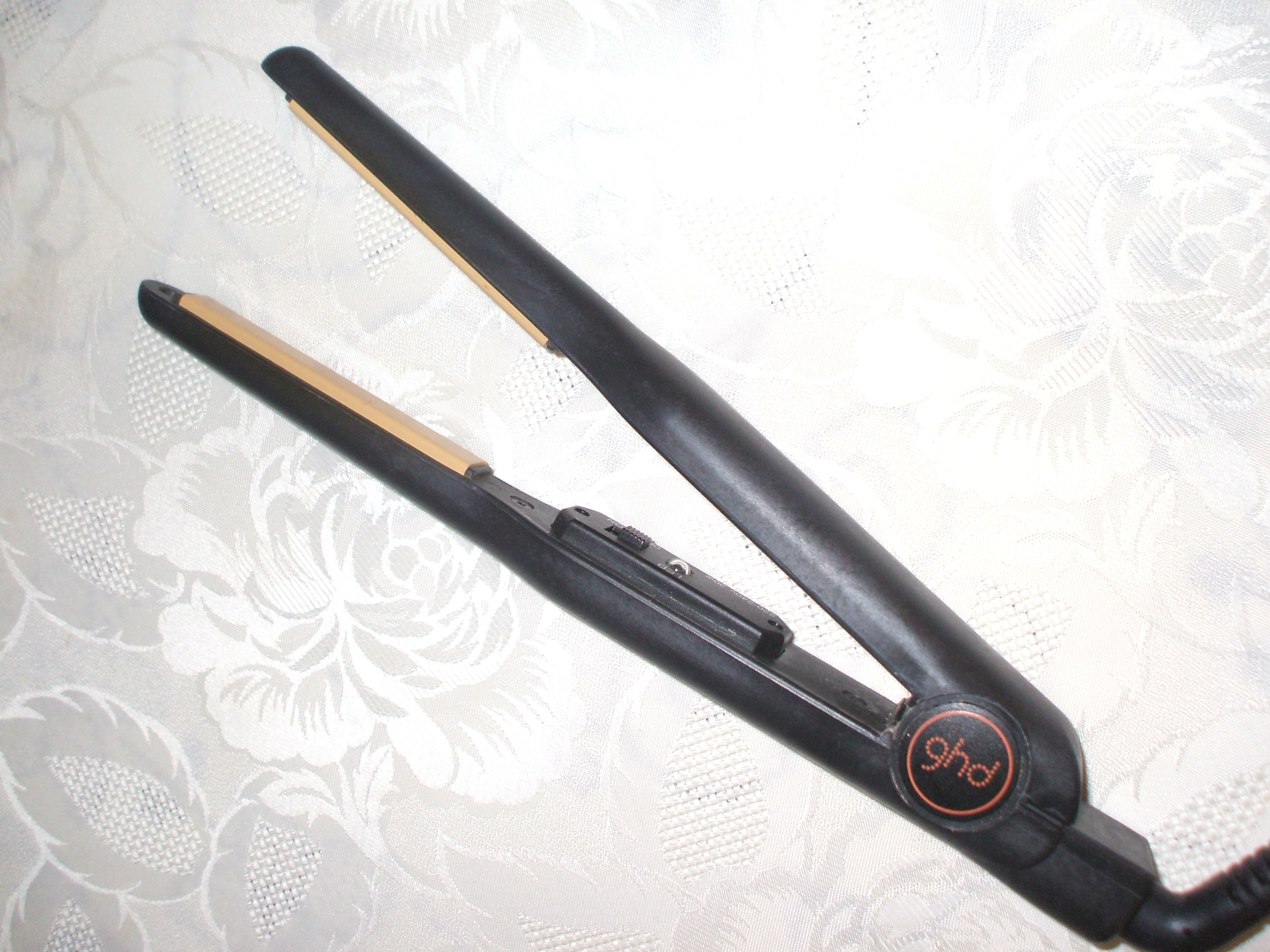
Kẹp duỗi tóc hiện đại với lưỡi kẹp làm bằng gốm.

Trái với kẹp uốn tóc, Kẹp duỗi tóc, dùng tác dụng nhiệt phá vỡ các liên kết hiđrô vốn làm cho tóc quăn và cong. Khi các liên kết hiđrô bị phá vỡ thì mái tóc cũng không còn giữ được hình dạng cũ nữa mà trở nên thẳng; tuy nhiên trong môi trường ẩm ướt thì các liên kết hiđrô có thể được tái lập.

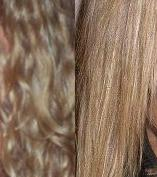
Tóc trước và sau khi duỗi.

Các kẹp để duỗi tóc hiện đại thường có phần lưỡi kẹp làm bằng gốm, một vật liệu có khả năng giữ nhiệt độ ổn định trong một thời gian dài và điều này làm tăng hiệu quả duỗi tóc; đồng thời thời gian gia nhiệt cho kẹp cũng rất ngắn (chưa tới 10 giây). Chất lượng của vật liệu tạo nên lưỡi kẹp là thành tố quan trọng nhất quyết định chất lượng của kẹp; những lưỡi kẹp tốt sẽ làm duỗi tóc một cách dễ dàng hơn và ít gây thương tổn tóc hơn. Thông thường, lưỡi kẹp được phủ bằng gốm rất cứng theo nhiều lớp và được nung để đạt chất lượng tốt nhất. Những kẹp tóc ít tốn kém hơn không được phủ gốm mà được quét một lớp màu trông giống như màu gốm. Đương nhiên lớp sơn này rất dễ bị bong tróc và vì thế dễ làm hư tóc.
Kẹp duỗi tóc có thể gây thương tổn cho tóc về mặt nhiệt học và mặt cơ học. Thương tổn về nhiệt đương nhiên là không tránh khỏi vì muốn tóc được duỗi nhanh thì kẹp càng phải nóng (tối đa là 450 °F (232 °C)). Thương tổn về mặt cơ học có thể được gia giảm bằng cách dùng các kẹp có bề mặt lưỡi láng mịn hơn. Phần lớn lưỡi kẹp được làm bằng nhôm có tráng một lớp vật liệu ví dụ như gốm cứng. Nếu lưỡi được tráng bằng loại vật liệu rẻ tiền và chi phí thấp hơn, nó sẽ dễ bị bong tróc và vì thế tóc sẽ dễ bị hư trước tác động cơ học trực tiếp của phần kim loại. Một số kẹp có thể khiến tóc bị cháy và gây thương tổn cho chân tóc. Người sử dụng kẹp có thể giảm thiểu các tác động có hại cho tóc bằng cách tránh duỗi phần ngọn tóc.

### Kẹp uốn tóc bồng
Kẹp uốn tóc bồng hay kẹp uốn tóc làn sóng có bề mặt lưỡi hình bậc thang hay răng cưa để uốn cho tóc có dạng lượn sóng tựa như tóc được tết bím lâu ngày. Kẹp uốn tóc bồng hiện đại đầu tiên được phát minh vào năm 1972 bởi Geri Cusenza, một trong các đồng sáng lập viên của Sebastian Professional. Việc uốn tóc bồng trở nên thông dụng ở Hoa Kỳ vào giữa thập niên 1980.